# 汪顺
汪顺（1994年2月11日—），浙江省宁波市人，中国男子游泳运动员及中国国家游泳队长，主攻混合泳。
汪顺6岁开始正式接触游泳，13岁进入省队，15岁进入国家队。2016年里约奥运会，汪顺在200米男子混合泳斩获铜牌，实现了中国男子选手在混合泳项目上的突破。2021年东京奥运会，汪顺以1分55秒00的成绩打破男子200米混合泳亚洲纪录并成为首次摘得该项目奥运会冠军的亚洲选手。2023年杭州亚运会，汪顺以1分54秒62的成绩再次刷新男子200米混合泳亚洲纪录并蝉联该项目的亚运会冠军。2024年巴黎奥运会，汪顺在男子200米混合泳再度获得铜牌，成为亚洲唯一一位连续三届奥运会获得单项奖牌的游泳运动员。同年世界泳联游泳世界杯上海站，汪顺又以51秒24的成绩打破短池男子100米混合泳亚洲纪录。2025年新加坡世界泳联世锦赛，汪顺参加男子4*200米自由泳接力打破亚洲纪录并获得银牌。
汪顺2019年毕业於上海交通大学安泰经济与管理学院。2022年6月硕士毕业於北京體育大學。2023年9月进入宁波大学体育学院成为博士研究生。

## 个人经历
2010年广州亚运会，汪顺第一次代表国家队参加参赛。2011年参加上海游泳世锦赛。
2012年，汪顺代表中国出戰英國倫敦舉行的奥林匹克运动会游泳比賽男子200米混合泳賽事。
2013年参加巴塞罗那世锦赛。2014年参加韩国仁川亚运会。2015年喀山世界游泳竞标赛男子200米混合泳铜牌得主。
2016年8月，汪顺代表中国出战巴西里约热内卢举行的奥林匹克运动会游泳比赛男子200米个人混合泳和男子400米个人混合泳赛事。在男子400米个人混合泳预赛中，汪顺以4分14秒46的成绩位列第10，无缘决赛。8月11日，获得里约奥运会200米个人混合泳铜牌。
2018年12月19日，浙江体育职业技术学院直属游泳系党支部接收汪顺转为中共预备党员。汪顺入党介绍人为徐苏瑾、陈桦。按中国共产党惯例，将在一年考察期结束后，转为正式党员。
2021年7月，他随中国游泳队参加2020东京奥运会。7月30日，在男子200米个人混合泳决赛上，汪顺以1分55秒00的成绩打破亚洲纪录摘金， 成为了历史上第一位拿下该项目奥运会冠军的亚洲运动员。汪顺也是第二位拿下奥运金牌的中国男子游泳运动员。
2021年9月，汪顺在第十四届中国全运会获得6枚金牌，个人全运金牌总数15枚，打破了中国历史最多全运会金牌纪录。 他也在此会以1分46秒14的成绩刷平了自己在200米自由泳十年前创下的的最佳成绩。
2022年5月3日被授予中国青年五四奖章。
2023年3月，汪顺在全国春季游泳锦标赛获得4枚金牌，并在此会以54秒09的成绩刷新了自己在100米仰泳的最佳成绩。5月，他在全国游泳冠军赛获得4枚金牌1枚银牌，也在此会刷新了自己3项的最佳成绩（200米自由泳：1分45秒71，100米蛙泳：1分01秒52，100米自由泳：48秒81）。
2023年9月23日，汪顺在杭州举办的第19届亞洲運動會開幕式担任最后一棒火炬手，与数字火炬手“弄潮儿”点燃了亞运会主火炬塔。 隔天，他在该会上男子200米个人混合泳的决赛中，游出1分54秒62的成绩，打破由他保持的亚洲纪录并获得金牌。
2024年8月第四次參加奧運会。8月3日在男孑200米個人混合泳中以1分56秒00的成績取得銅牌，成为亚洲首位连续三届奧運会拥有单项奖牌的游泳运动员。
2025年8月，汪顺当选世界泳联运动员委员会委员，任期2025到2029年。

## 主要成绩
- 2010年中国水上运动会游泳比赛暨全国游泳锦标赛  男子200米个人混合泳决赛，2:01.00，亚军
- 2010年中国水上运动会游泳比赛暨全国游泳锦标赛  男子400米个人混合泳决赛，4:19.46 第五名
- 2010年亚运会男子200米个人混合泳决赛 1分59秒72，亚军
- 2011年中国游泳冠军赛  男子200米个人混合泳决赛，1分59秒50，冠军
- 2011年中国游泳冠军赛  男子200米自由泳决赛，1分48秒44，第四名
- 2011年中国游泳冠军赛  男子400米个人混合泳决赛，4分14秒88，第四名
- 2011年上海世锦赛  男子200米个人混合泳预赛， 2分00秒12，第十八名
- 2011年上海世锦赛  男子4*200米自接力决赛，（其第一棒成绩为 1分47秒09），季军
- 2011年全国游泳锦标赛  男子200米个人混合泳决赛， 1分58秒56，冠军
- 2011年全国游泳锦标赛  男子400米个人混合泳决赛， 4分11秒61（亚洲纪录），冠军
- 2011年全国游泳锦标赛  男子100米自由泳决赛 ，49秒78，冠军
- 2011年全国游泳锦标赛  男子4*200自由泳接力决赛，冠军
- 2011年第七届城运会    男子200米个人混合泳决赛， 1分58秒56，冠军
- 2011年第七届城运会    男子400米个人混合泳决赛，４分１４秒０９，冠军
- 2011年第七届城运会    男子200米自由泳决赛， 1分46秒14，冠军
- 2011年第七届城运会，  男子1500米自由泳决赛 ，14分56秒92，冠军
- 2012年全国游泳冠军赛  男子200米个人混合泳决赛，2分00秒59，季军
- 2012年全国游泳冠军赛，男子4*100米自由泳接力决赛，第三名。
- 2012年第30届伦敦奥运会  男子200米个人混合泳预赛，2分00秒85，第二十二名。
- 2012年全国游泳锦标赛   男子100米仰泳预赛，56.94，第九名
- 2012年全国游泳锦标赛   男子200米蛙泳决赛，2:16.30，第四名
- 2012年全国游泳锦标赛   男子200米仰泳决赛，2:01.58，第六名
- 2012年全国游泳锦标赛   男子4*100米混合泳接力（其游仰泳56.35，与毛飞廉、郑桐、刘学武），3:43.76，第四名
- 2012年短池游泳世界杯（北京站）  男子200米个人混合泳，1分54秒36（全国纪录），亚军
- 2012年短池游泳世界杯（北京站）  男子200米蝶泳，1分52秒14，亚军
- 2012年第九届亚洲游泳锦标赛 男子400米个人混合泳决赛，4分16秒59（亚锦赛纪录），冠军
- 2012年第九届亚洲游泳锦标赛 男子200米个人混合泳决赛，1分58秒66（亚锦赛纪录），冠军
- 2012年第九届亚洲游泳锦标赛 男子4*200米自由泳接力决赛，冠军
- 2013年中国南非澳大利亚三国游泳对抗赛  男子200米混合泳，2分0秒08，冠军
- 2013年中国南非澳大利亚三国游泳对抗赛  男子400米混合泳，4分17秒85，冠军
- 2013年中国南非澳大利亚三国游泳对抗赛  男子4*100自由泳接力，3分22秒02，亚军
- 2013年全国游泳冠军赛  男子200米自由泳 ，1分46秒60，亚军
- 2013年全国游泳冠军赛  男子200米蝶泳，1分56秒70，亚军
- 2013年全国游泳冠军赛  男子200米混合泳 ，1分57秒50（全国纪录），冠军
- 2013年全国游泳冠军赛  男子400米混合泳 ，4分13秒85，冠军
- 2013年巴塞罗那世锦赛  男子200米个人混合泳 1分56秒86（全国纪录），第四名
- 2013年巴塞罗那世锦赛  男子4*200米自由泳接力（第一棒成绩为1分47秒41，与郝运、李昀琦、孙杨,创造全国纪录7:04.74），季军
- 2013年巴塞罗那世锦赛  男子200米自由泳半决赛，1分47秒84，第十四名
- 第12届全运会   男子400米个人混合泳，4分9秒10（全国纪录），冠军
- 第12届全运会   男子200米个人混合泳，1分57秒71，冠军
- 第12届全运会   男子4*100米自由泳接力（第二棒成绩为49秒24），3分15秒61，冠军
- 第12届全运会   男子4*200米自由泳接力（第二棒成绩为1分48秒63），7:12.79，冠军
- 第12届全运会   男子4*100米混合泳接力（预赛游蝶泳，成绩为52秒98），浙江队决赛成绩为3:34.94，冠军
- 第12届全运会   男子200米蝶泳，1:56.84，第四名
- 第6届东亚运动会  男子200米个人混合泳，1:59.32，季军
- 第6届东亚运动会  男子4*200米自由泳接力（第四棒成绩为1:48.62，与郝运、李昀琦、张杰）， 7:15.25，冠军
- 2013年全国游泳锦标赛 男子1500米自由泳，15分22秒81，冠军
- 2013年全国游泳锦标赛 男子100米蝶泳，53秒09，冠军
- 2013年短池游泳世界杯（新加坡站） 男子100米个人混合泳，52秒96（全国纪录），季军
- 2013年短池游泳世界杯（东京站） 男子200米个人混合泳，1:52.82（全国纪录），季军
- 2013年短池游泳世界杯（北京站） 男子200米蝶泳，1:51.94，亚军
- 2013年短池游泳世界杯（北京站） 男子200米个人混合泳，1:53.59，亚军
- 2014年五国对抗赛  男子200米蝶泳，1.58.87，第八名
- 2014年五国对抗赛  男子200米个人混合泳，2.00.33，第四名
- 2014年五国对抗赛  男子4*200米接力，季军
- 2014年五国对抗赛  男子100米蝶泳，54.28，第七名
- 2014年全国游泳冠军赛  男子200米个人混合泳，1分57秒99，冠军
- 2014年全国游泳冠军赛  男子400米个人混合泳，4分17秒59，季军
- 第17届亚运会（韩国仁川） 男子200米个人混合泳，1分59秒10，季军
- 2015年世界游泳錦標賽  男子200米个人混合泳 1分56秒81，季军
- 2016年奥运会（ 巴西里约热内卢） 男子200米个人混合泳，1分57秒05，季军
- 2016年亚洲游泳锦标赛  男子200米个人混合泳，1分56秒66，冠军
- 2016年亚洲游泳锦标赛  男子400米个人混合泳，4分15秒10，亚军
- 2016年亚洲游泳锦标赛  男子200米个人自由泳，1分47秒07，亚军
- 2017年世界游泳錦標赛  男子200米个人混合泳，1分56秒28，季军
- 第18届亚运会（印尼雅加達） 男子200米个人混合泳，1分56秒52，冠军
- 第18届亚运会（印尼雅加達） 男子400米个人混合泳，4分12秒31，季军
- 2018年短池游泳世界杯（北京站） 男子200米个人混合泳，1分52秒08，冠军
- 2018年短池游泳世界杯（东京站） 男子200米个人混合泳，1分51秒45，冠军
- 2018年短池游泳世界杯（新加坡站） 男子100米个人混合泳，51秒62，季军
- 2018年短池游泳世界杯（新加坡站） 男子200米个人混合泳，1分51秒84，冠军
- 2018年短池游泳世界杯（新加坡站） 男子400米个人混合泳，3分59秒99，冠军
- 2019年世界军人运动会 男子200米个人混合泳，1分56秒25，冠军
- 2019年世界军人运动会 男子400米个人混合泳，4分10秒13，冠军
- 2019年世界军人运动会 男子4*200米自由泳接力（第一棒成绩为1分48秒05），7:13.35，冠军
- 2019年世界军人运动会 男子4*100米自由泳接力（第三棒成绩为48秒84），3:17.13，亚军
- 2019年世界军人运动会 男子200米仰泳，1:59.17，季军
- 2020年国际泳联游泳冠军系列赛深圳站男子200米个人混合泳，1分57秒76，冠军[16]。
- 2021年全国游泳冠军赛  男子400米个人混合泳，4分12秒03，冠军
- 2021年全国游泳冠军赛  男子200米个人混合泳，1分56秒78，冠军
- 2021年全国游泳冠军赛  男子200米自由泳，1分46秒56，冠军
- 2021年奥运会（日本东京）  男子200米个人混合泳，1分55秒00，冠军（亚洲纪录）[17]
- 第14届全运会  男子400米个人混合泳，4分12秒76，冠军
- 第14届全运会  男子200米个人混合泳，1分56秒33，冠军
- 第14届全运会  男子200米自由泳，1分46秒14，冠军
- 第14届全运会  男子4*100米自由泳接力（第二棒成绩为47秒81），3分13秒53，冠军
- 第14届全运会  男子4*200米自由泳接力（第三棒成绩为1分48秒16），7分12秒06，冠军（联合队）
- 第14届全运会  男子4*200米混合泳接力（第四棒成绩为1分47秒49），7分56秒88，冠军
- 2023年全国春季游泳锦标赛  男子200米个人混合泳，1分57秒19，冠军
- 2023年全国春季游泳锦标赛  男子100米仰泳，54秒09，冠军
- 2023年全国春季游泳锦标赛  男子400米个人混合泳，4分14秒23，冠军
- 2023年全国春季游泳锦标赛  男子200米自由泳，1分47秒15，冠军
- 2023年全国游泳冠军赛  男子200米个人混合泳，1分55秒55，冠军
- 2023年全国游泳冠军赛  男子400米个人混合泳，4分13秒96，冠军
- 2023年全国游泳冠军赛  男子4*200米自由泳接力（第四棒成绩为1分47秒70），7分07秒29，冠军
- 2023年全国游泳冠军赛  男子200米自由泳，1分45秒71，亚军
- 2023年全国游泳冠军赛  男子4*100米自由泳接力（第一棒成绩为48秒81），3分15秒53，冠军
- 第19届亚运会（中国杭州）  男子200米个人混合泳，1分54秒62，冠军（亚洲纪录）[18]
- 第19届亚运会（中国杭州）  男子4*200米自由泳接力（第一棒成绩为1分45秒96），7分03秒40，亚军
- 2024年全国游泳冠军赛  男子200米个人混合泳，1分55秒35，冠军
- 2024年奥运会（法国巴黎）  男子200米个人混合泳，1分56秒00，季军
- 2024年短池游泳世界杯（上海站） 男子100米个人混合泳，51秒24，第四名（亚洲纪录）
- 2025年全国游泳冠军赛  男子200米个人混合泳，1分56秒58，冠军
- 2025年全国游泳冠军赛  男子400米个人混合泳，4分10秒64，冠军
- 2025年世界游泳錦標賽  男子4*200米自由泳接力（第三棒成绩为1分46秒08），7分00秒91，亚军（亚洲纪录）